# Maison de Saint-Sava à Belgrade
Ne doit pas être confondu avec Bâtiment de l'association Saint-Sava à Belgrade.
La maison de Saint-Sava (en serbe cyrillique : Дом Светог Саве ; en serbe latin : Dom Svetog Save) est située à Belgrade, la capitale de la Serbie, dans la municipalité urbaine de Stari grad. Construite en 1890, elle est inscrite sur la liste des biens culturels de la Ville de Belgrade.

## Présentation
La maison de Saint-Sava est située 13 rue Cara Dušana. L'association de Saint-Sava a été fondée en 1886 pour « répandre l'éducation et le sentiment national parmi les Serbes ». Le bâtiment de la rue Cara Dušana a été construit en 1890 pour accueillir l'administration de l'association et d'autres institutions qui relevaient d'elle.
Le bâtiment a été dessiné par l'architecte Jovan Ilkić. La conception d'ensemble de l'édifice et la composition symétrique de sa façade relève de l'architecture académique ; en revanche, pour la décoration, la façade principale est dessinée dans un style éclectique, avec des éléments néoromantiques, néorenaissances et néobyzantins. Elle dispose d'une légère avancée centrale qui, dans la zone du toit, se termine par un attique surmonté d'un dôme pyramidal. Les fenêtres, regroupées par deux ou trois, sont surmontées d'arches et reposent sur des corniches. Les emblèmes de la Serbie, placés dans des lunettes au-dessus des fenêtres du premier étage, ont été modelés par Jovan Heinrich Noken, d'après des dessins de Đoka Jovanović.
Certaines modifications ont été apportées à la façade en 1923 ; un troisième étage a été ajouté, le tout selon des plans de l'architecte Petar Bajalović.